# Partido de la Unidad (Hungría)
El Partido de la Unidad, Partido de la Unidad Nacional o Partido de Gobierno (en húngaro: Egységespárt) fue un partido político húngaro fundado después de las elecciones de 1920 y que se hizo con una mayoría de escaños en el Parlamento húngaro en las elecciones de 1922, con lo que se convirtió en el partido gobernante, con Esteban Bethlen al frente como primer ministro de Hungría. Se gestó como una fusión entre parte del Partido de Unificación Nacional Cristiana y el Partido de los Pequeños Propietarios, a través de la figura de Bethlen. En 1923 sufrió una escisión por su derecha, que formó el Partido de la Independencia Nacional Húngara (o «Partido Defensa de la Raza"), encabezado por Gyula Gömbös.